# Іскорость
Іскоро́сть — село в Україні, у Коростенській міській територіальній громаді Коростенського району Житомирської області. Населення становить 282 особи (2001).

## Історія
У 1958—59 роках — адміністративний центр Іскоростенської сільської ради Коростенського району Житомирської області.
12 червня 2020 року, відповідно до розпорядження Кабінету Міністрів України № 711-р «Про визначення адміністративних центрів та затвердження територій територіальних громад Житомирської області», територію та населені пункти Хотинівської сільської ради включено до складу Коростенської міської територіальної громади Коростенського району Житомирської області.